# Associazione Calcio Crevalcore
L’Associazione Calcio Crevalcore est un club de football de Crevalcore en province de Bologne.

## Historique
Fondé en 1952, en 1993 il a remporté le titre national de Serie D ainsi que, juste après, celui de la Serie C2 en 1993-1994.
En 1988-1989, il évolue en Campionato Interregionale et il gagne le championnat 1992-1993 avec une équipe dénommée Eurobuilding Crevalcore (nom du sponsor), ce qui lui permet de devenir professionnel. En battant le Voghera et la Battipagliese, il remporte également la poule du titre national amateur. En 1993-1994, il remporte également le championnat de Serie C2, en obtenant la seconde promotion consécutive. En 1994-1995, il évolue en Serie C1 et réussit à se sauver. Cependant, il renonce à rester à ce niveau et en 1995-1996, redevient un club amateur qui évolue depuis en Excellence.